# Simmshütte
Die Simmshütte, auch Frederick-Simms-Hütte genannt, ist eine Schutzhütte der Sektion Stuttgart des Deutschen Alpenvereins in den Lechtaler Alpen in Tirol in Österreich. Die Simmshütte liegt auf 2004 m ü. A. im hinteren Sulzltal auf einer Terrasse westlich der Holzgauer Wetterspitze.

## Geschichte

Frederick R. Simms, der Stifter und Namensgeber 1903

Die Sektion Holzgau des Deutschen und Österreichischen Alpenvereins (DuOeAV) errichtete 1907 die erste Hütte zunächst als Jagdhütte. Geldgeber ist der britische Industrielle und dortige Jagdpächter Frederick Richard Simms. Simms erkundigte sich 1893 bei Hofe in Wien nach einem wildromantischen und schönen Jagdrevier. Aufgrund einer persönlichen Empfehlung von Kaiser Franz Josef kam Simms im Alter von 30 Jahren zum ersten Mal nach Holzgau im oberen Lechtal. Dort unternahm er viele Bergtouren und erkannte, dass eine Schutzhütte erforderlich sei. Daraufhin bot er der Sektion Holzgau des DuOeAV an, den Bau zu finanzieren. Im Jahre 1907 stand die Simmshütte auf einem exponierten Platz in 2004 Metern Höhe. Im Gastraum hängt ein Bild des Stifters Frederick R. Simms. Von Simms wurde die Jagdleidenschaft in Robert Bosch geweckt. Die beiden Geschäftsfreunde trafen sich gerne im Lechtal zur Gamsjagd.
Im Jahr 1924 pachtete die Sektion Stuttgart des DuOeAV die bereits baufällige, bei den Bergsteigern jedoch beliebte Schutzhütte. Nach umfangreichen Sanierungs- und Ausbauarbeiten hatte die Hütte 16 Matratzenlager und einen Gastraum. 1938 wechselte die Hütte für 600 Reichsmark den Besitzer: die Sektion Stuttgart wird neue Besitzerin.
Die Hütte wurde 1953 geschlossen, da das Fundament beträchtliche Schäden zeigte, das Gebäude drohte abzurutschen. In den Jahren 1956–1961 wurde die Frederick-Simms-Hütte neu aufgebaut und kann nun mit einer Materialseilbahn beliefert werden. Der neu angebaute Winterraum wurde 1981 eröffnet. In mehreren Schritten wird seitdem die Hütte modernisiert, erweitert und mit umweltfreundlicher Technik ausgestattet. Seit 2002 trägt sie das Umweltgütesiegel für Alpenvereinshütten.

## Zugänge
- von Stockach oder Holzgau durch das Sulzltal, 3 Stunden
- von Kaisers über das Falmedonjöchl, 4½ Stunden, dieser Weg kann bei Nässe, Neuschnee oder Vereisung sehr unangenehm werden.

## Nachbarhütten und Übergänge
- zum Kaiserjochhaus über Kälberlahnzugjöchl und Kridlonscharte, 5 Stunden. Dieser Weg führt durch das Klämmle, eine steile Rinne im Vorderseespitze-W-Grat. Hier Versicherungen.
- zur Ansbacher Hütte über Kälberlahnzugjöchl, Stierlahnzugjoch und Flarschjoch, 5 Stunden.
- zur Kemptner Hütte über das Sulzltal und Holzgau, 6½ Stunden.

## Gipfel
- Feuerspitze, 2852 m, Steig über Schutt, 3½ Stunden
- Holzgauer Wetterspitze, 2895 m, markierter Steig, Versicherungen, stellenweise ausgesetzt, 2½ Stunden